# Capim-arroz
O Capim-arroz (Echinochloa crus-pavonis) planta de até 1,4 metro, da família das gramíneas, entouceirada, herbácea e ereta, de folhas glabras, planas e estriadas, daninha à agricultura. Também é conhecido pelos nomes de barbudinho, capim-jaú, capituva e gervão.
Trata-se de uma espécie naturalizada, não endémica do Brasil.